# Longaniza de Chile

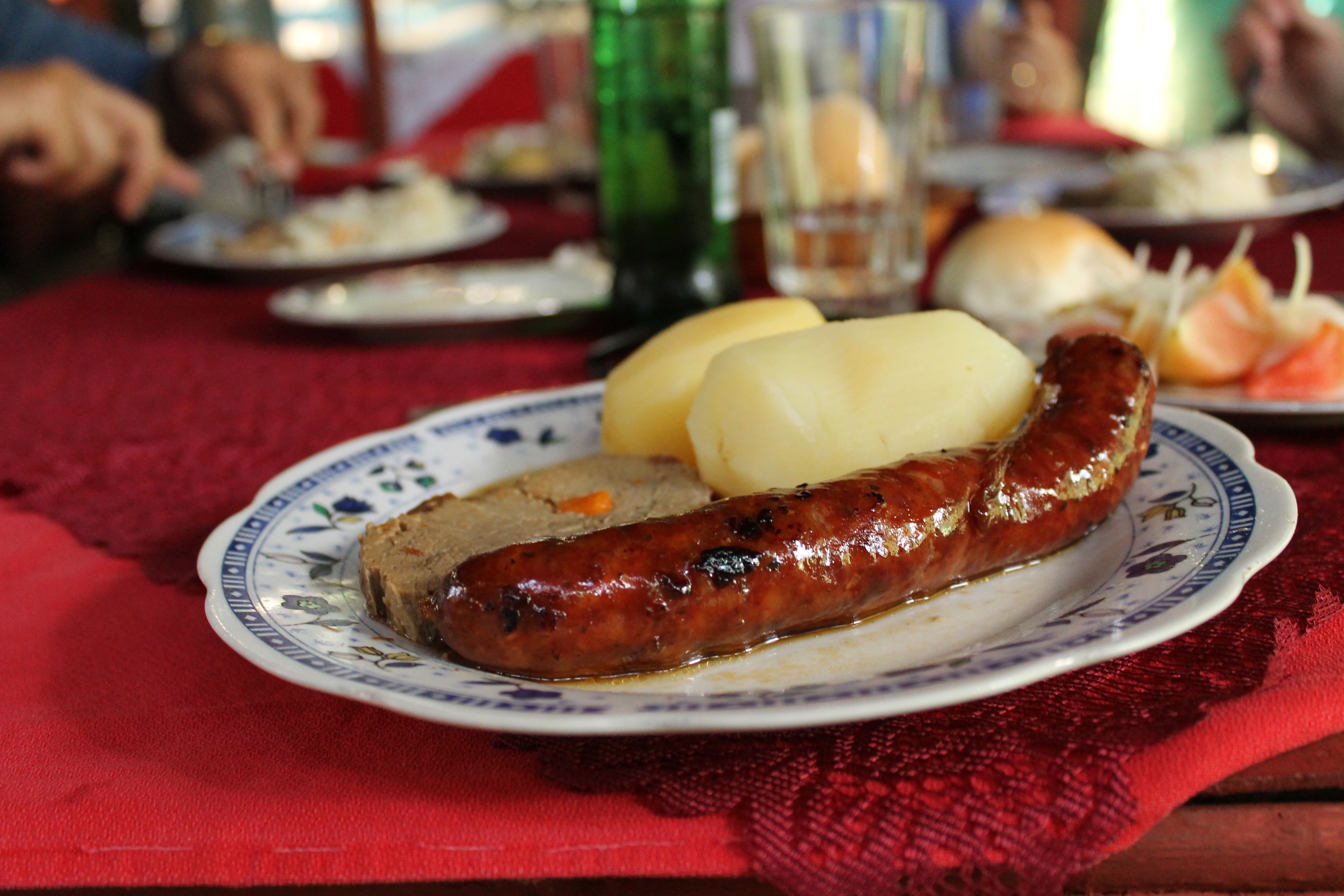
Longanizas de Chillán.

La longaniza es el tercer embutido más producido y consumido en Chile, seguido de las categorías de salchichas (vienesas y gordas), y la de mortadela y salchichón. Su origen en la gastronomía chilena se remonta de la herencia de la gastronomía española, los inmigrantes, especialmente durante fines del siglo XIX y comienzos del siglo XX, extendieron la elaboración de este fiambre en el país. Posteriormente los inmigrantes alemanes del sur de Chile adquirieron esta receta, incorporándola a su tradición cecinera enfocada en la fabricación de la salchicha (Wurst en alemán).
Las longanizas de Chillán y San Carlos son consideradas como un producto emblemático de la zona y de la Región de Ñuble. A tanto ha llegado su reconocimiento, que el equipo de fútbol profesional a nivel local, el Club Deportivo Ñublense, es apodado como «La longaniza mecánica». Asimismo, se estrenó en 2025 la película sancarlina "Denominación de Origen" con la temática de "el origen de la longaniza" disputado con Chillán y que ha sido éxito a nivel nacional e internacional 

## En la gastronomía
Su uso en la cocina chilena se encuentra extendido en platos de variados tipos. Es utilizado tanto como ingrediente para estofados y guisos, como también de acompañamiento en las legumbres, ejemplo de ello son los porotos con riendas, plato típico al que se le incorpora regularmente longaniza como elemento cárnico. La longaniza con puré, es otro plato típico que incluye esta cecina. La longaniza es junto con el chorizo (en menor medida la vienesa y la prieta), los embutidos que son parte fundamental del asado chileno. El anticucho chileno lleva trozos de longaniza y es preparado en forma masiva durante las Fiestas Patrias en fondas y ramadas. Algunas preparaciones de la chorrillana incluyen longaniza, así como también la pichanga caliente. El «sándwich de potito», popular en eventos en los estadios, incluye longaniza o chorizo en sus ingredientes cárnicos. Otros platos tradicionales de la cocina del sur de Chile que pueden contener longaniza son el curanto en olla (pulmay) y el cocimiento. La pollona, un plato típico de la ciudad de Los Ángeles, en la Región del Biobío, incluye también este embutido.

## Economía
De acuerdo al informe anual sobre la Industria Nacional de Cecinas, elaborado por el Instituto Nacional de Estadísticas de Chile (INE), la producción de cecinas en el país durante el año 2012 ascendía a 269.876 toneladas, de los cuales 30.273 toneladas correspondían a la elaboración de longanizas, ocupando el 11,2 por ciento del mercado nacional de cecinas.
Los fabricantes a mediana y gran escala de longaniza en Chile se encuentran agrupados dentro del gremio cecinero en la Asociación Nacional de Industriales de Cecinas (ANIC). La producción a pequeña escala o también llamado artesanal, se dedica principalmente a la categoría gourmet.
En 2023, la longaniza de Chillán obtuvo denominación de origen por parte del Instituto Nacional de Propiedad Intelectual. En San Carlos se filmó y posteriormente se estrenó la película "Denominación de Origen" en 2025, tras perder injustamente el título de la mejor longaniza de Chile, que relata el surgimiento de un movimiento social en localidad de San Carlos que busca obtener la “denominación de origen” y devolverle la dignidad a toda una comunidad.